# Zhejiang Yiteng FC
Zhejiang Yiteng Football Club is een professionele Chinese voetbalclub uit Shaoxing, Zhejiang. De club komt uit in de Chinese eerste divisie onder licentie van de Chinese Football Association (CFA).  De thuiswedstrijden worden in het Shaoxing City Sports Centre Stadium gespeeld, dat plaats biedt aan 20.000 toeschouwers.

## Historische namen
- 1988: Dalian Tielu
- 1996: Dalian Yiteng Liantie
- 2000: Dalian Yiteng
- 2014: Harbin Yiteng
- 2016: Zhejiang Yiteng

## Erelijst
- Yi League: 2011

Beijing BG · 
Dalian Transcendence · 
Hangzhou Greentown · 
Heilongjiang Lava Spring · 
Liaoning Hongyun · 
Meizhou Hakka · 
Meixian Techand · 
Nei Mongol Zhongyou · 
Qingdao Huanghai · 
Shanghai Shenxin · 
Shenzhen · 
Shijiazhuang Ever Bright · 
Wuhan Zall · 
Xinjiang Tianshan Leopard · 
Yanbian Fude · 
Zhejiang Yiteng